# Michael Anderson (cestista)
Michael Levin Anderson (Filadelfia, 23 marzo 1966) è un ex cestista statunitense, professionista nella NBA, in Spagna, Turchia e Croazia.

## Carriera
È stato selezionato dagli Indiana Pacers al terzo giro del Draft NBA 1988 (73ª scelta assoluta).

## Palmarès

### Squadra
- Campione USBL (1991)
- Campionato turco: 1

Ülkerspor: 1997-98

### Individuale
- All-CBA First Team (1994)
- CBA All-Rookie First Team (1989)
- Migliore nelle palle rubate CBA (1994)
- USBL Player of the Year (1991)
- All-USBL First Team (1991)
- All-USBL Second Team (1992)
- 2 volte USBL All-Defensive Team (1991, 1992)
- Miglior passatore USBL (1991)
- Migliore nelle palle rubate USBL (1991)
- Liga ACB MVP: 1

Caja San Fernando: 1995-96